# Dicranomyia (Idiopyga) grahamiana
Dicranomyia (Idiopyga) grahamiana is een tweevleugelige uit de familie steltmuggen (Limoniidae). De soort komt voor in het Palearctisch gebied.